# مدح للإهانة
المدح بغرض الإهانة أو«النيجنج»، هو أحد أساليب التلاعب العاطفي حيث يقدم الشخص مجاملة غامضة أو تعليق غزلي لشخص آخر، بغرض التقليل من ثقتهم وزيادة احتياجهم لقبول الشخص المتلاعب. صاغ المصطلح وشرحه فنانو الإغواء.
غالباً ما يساء فهم النيجنج باعتباره إهانة صريحة بدلاً من جملة إغواء، على الرغم من أن مؤيدو هذا التكنيك مثل إريك فون مركوفيك ونيل ستراوس يؤكدون أنه ليس إهانة.
يشرح إريك فون مركوفيك الاختلاف -والذي ينسب إليه نشر كلمة "نيجز" "negs" أو المدح المهين- "النيج "neg" ليست إهانة، لكنها إرسال حكم سلبي على القيمة الاجتماعية.
يشبه الأمر كما لو أنك أخرجت منديل ومخطت أنفك.ليس هناك إهانة بخصوص التمخط. أنت لم ترفض الفتاة بوضوح، لكن في نفس الوقت ستشعر هي أنك لا تحاول حتى أن تثير إعجابها. هذا يجعلها فضولية لمعرفة السبب وتعتبرك نوع من التحدي."
يؤكد نيل ستراوس أيضاً في كتابه «قواعد اللعبة» أن الهدف من هذا التكنيك ليس إهانة النساء، لكن ليستبعد الرجل نفسه كحبيب محتمل. على هذا الأساس يشير نيل إلى النيجز باعتبارها «أسباب غير مؤهلة»، على الرغم من أن التكنيك المشروح في كتابه يشبه تماماً ما شرحه فون مركوفيك. يوضح ستراوس أن النيجز لا يجب استخدامها كإهانة: «الأسباب غير المؤهلة لا يجب أن تكون عدائية أو انتقادية، أو متعالية. يوجد خيط رفيع بين الغزل والأذى. وليس المقصود أبدً أن يكون فقدان الأهلية منحط ومهين.» (من كتاب قواعد اللعبة)
انتشر المصطلح على وسائل التواصل الاجتماعي، ووسال الإعلام الرئيسية. ومقابله مصطلح «بوزنج» "pozzing" وتعني أن يقدم شخص مجاملة لشخص أخر للحصول على مودته.